# Rushsylvania
Rushsylvania ist ein Village im Logan County, Ohio, USA. Im Jahr 2020 hatte der Ort 491 Einwohner.

## Geographie
Der Ort liegt in der Rushcreek Township im Norden des Countys und hat eine Fläche von 2,0 Quadratkilometern, wobei es keine wesentlichen Gewässerflächen gibt, obwohl der Rush Creek durch den Osten des Rushsylvanias verläuft. Rushsylvanias geographische Koordinaten lauten 40° 28′ N, 83° 40′ W (40,461765, −83,671009). Die State Route 274 und eine Bahnstrecke der früheren Penn Central führen durch den Ort.

## Demographie
Zum Zeitpunkt des United States Census 2000 bewohnten Rushsylvania 543 Personen. Die Bevölkerungsdichte betrug 276 Personen pro Quadratkilometer. Es gab 218 Wohneinheiten, durchschnittlich 111 pro Quadratkilometer. Die Bevölkerung Rushsylvanias bestand zu 97,8 Prozent aus Weißen, 0,2 Prozent Afroamerikanern, 0,6 Prozent amerikanischen Ureinwohnern und 0,4 Prozent Asiaten; 1,1 Prozent nannten zwei oder mehr Rassen. 0,7 Prozent der Bevölkerung waren spanischer oder lateinamerikanischer Abstammung.
Die Bewohner Rushsylvanias verteilten sich auf 200 Haushalte, von denen in 35,5 Prozent Kinder unter 18 Jahren lebten. 61,5 Prozent der Haushalte stellten Verheiratete, 8,5 Prozent hatten einen weiblichen Haushaltsvorstand ohne Ehemann und 24,5 Prozent bildeten keine Familien. 21,5 Prozent der Haushalte bestanden aus Einzelpersonen und in 8,5 Prozent aller Haushalte lebte jemand im Alter von 65 Jahren oder mehr alleine. Die durchschnittliche Haushaltsgröße betrug 2,72 und die durchschnittliche Familiengröße 3,13 Personen.
Die Bevölkerung verteilte sich auf 29,1 Prozent Minderjährige, 10,7 Prozent 18–24-Jährige, 26,7 Prozent 25–44-Jährige, 21,7 Prozent 45–64-Jährige und 11,8 Prozent im Alter von 65 Jahren oder mehr. Das Durchschnittsalter betrug 33 Jahre. Auf jeweils 100 Frauen entfielen 100,4 Männer. Bei den über 18-Jährigen entfielen auf 100 Frauen 96,4 Männer.
Das mittlere Haushaltseinkommen in Rushsylvania betrug 44.333 US-Dollar und das mittlere Familieneinkommen erreichte die Höhe von 45.469 US-Dollar. Das Durchschnittseinkommen der Männer betrug 33.021 US-Dollar, gegenüber 27.083 US-Dollar bei den Frauen. Das Pro-Kopf-Einkommen belief sich auf 16.426 US-Dollar. 10,9 Prozent der Bevölkerung und 5,8 Prozent der Familien hatten ein Einkommen unterhalb der Armutsgrenze, davon waren 14,0 Prozent der Minderjährigen und 11,9 Prozent der Altersgruppe 65 Jahre und mehr betroffen.